# Exochus erythronotus
Exochus erythronotus är en stekelart som först beskrevs av Johann Ludwig Christian Gravenhorst 1820.  Exochus erythronotus ingår i släktet Exochus och familjen brokparasitsteklar. Arten är reproducerande i Sverige. Utöver nominatformen finns också underarten E. e. insulator.